# Leftback
Albums de Little Brother
Getback
(2007)
Singles
1. Curtain Call
Sortie : 2010

Leftback est le quatrième et dernier album studio de Little Brother, sorti le 20 avril 2010.
L'album s'est classé 14e au Top Rap Albums, 20e au Top Independent Albums et 27e au Top R&B/Hip-Hop Albums.

## Liste des titres
| No  | Titre                                                                                           | Contient un (des) sample(s) de             | Durée |
| --- | ----------------------------------------------------------------------------------------------- | ------------------------------------------ | ----- |
| 1.  | Curtain Call                                                                                    | So Good des Whispers                       | 3:11  |
| 2.  | Table For Two (featuring Jozeemo et Yahzarah)                                                   |                                            | 4:38  |
| 3.  | Tigallo For Dolo                                                                                | Hurricane Starang d'O.G.C.                 | 2:54  |
| 4.  | Revenge (featuring Truck North et Median)                                                       |                                            | 3:34  |
| 5.  | So Cold (featuring Chaundon)                                                                    |                                            | 4:14  |
| 6.  | Second Chances (featuring Bilal et Darien Brockington)                                          |                                            | 4:05  |
| 7.  | Go Off Go On                                                                                    |                                            | 2:54  |
| 8.  | What We Are (featuring Quiana)                                                                  | You're Welcome, Stop on By de Bobby Womack | 3:50  |
| 9.  | After the Party (S1 & Caleb's Who Shot JR Ewing Remix) (featuring Carlitta Durand)              |                                            | 4:19  |
| 10. | Two Step Blues (Zo's Purple Suit With The Matching Gators Remix) (featuring Darien Brockington) |                                            | 4:27  |
| 11. | Get Enough Pt. 2 (featuring Khrysis)                                                            |                                            | 4:18  |
| 12. | Before the Night Is Over                                                                        |                                            | 4:23  |
| 13. | 24 (featuring Torae)                                                                            |                                            | 3:57  |

| 14. | Star | Ain't You Had Enough Love de Phyllis Hyman |  |